# Rocha Leão
Rocha Leão é um distrito do município brasileiro de Rio das Ostras, no estado do Rio de Janeiro. Criado em 2003, o distrito apresenta um clima ameno e com ventos relativamente fortes. Sua sede fica às margens da BR-101, e é cercada pela Reserva Biológica União (Rebio União) e pelas serras do Pote, da Careta e do Segredo. O distrito é bastante urbanizado e tem um índice de favelização pequeno. Também possui ligação por linhas de ônibus e vans com Rio Bonito, Casimiro de Abreu e Macaé, no eixo da BR-101.
O distrito de Rocha Leão possui pontos turísticos como a Rebio (ecoturismo) e a estação ferroviária (turismo histórico).

## Estação ferroviária
A estação ferroviária de Rocha Leão foi inaugurada, em 1888, então com o nome de União.
O prédio é hoje um Centro Ferroviário de Cultura. Foi erguido por escravos, com paredes de blocos de pedra bruta e cobertura de telhas francesas de Marseille de 1877. Em agosto de 1999, após sua restauração, foi inaugurado um espaço cultural que inclui um museu ferroviário com exposição de peças e documentos da Estrada de Ferro Leopoldina, biblioteca e sala de exposições onde acontecem oficinas e cursos de arte.
Situada no centro de Rocha Leão, a centenária estação faz parte da linha que liga Barão de Mauá à Vitória, que era responsável pelo transporte dos produtos da região, tais como: café, cana-de-açúcar, banana, mandioca e outras mercadorias. Àquela época, pela estação passavam os trens expresso, o noturno, o misto de passageiros, a Litorina e o Rápido. Em 1944, em plena Segunda Guerra Mundial, eles transportavam os soldados vindos do Rio de Janeiro.
A estação era movimentada por um comércio abundante no tempo do café. Os velhos trilhos eram os responsáveis pelo escoamento dos produtos e base da economia, à época. Traziam também visitantes ilustres, normalmente recebidos pelo sr. Henrique Sarzedas, que veio, em 1901, aos oito anos de idade, acompanhando o pai que fixou residência em Rocha Leão.
Em Rocha Leão também se encontra a comunidade católica de Nossa Senhora da Conceição Aparecida, situada logo acima da estação ferroviária e atendida pela Paróquia São Benedito de Rio das Ostras.

## Acampamento Nelson Mandela
O Acampamento Nelson Mandela, situado às margens da BR-101 e da linha férrea, mais precisamente na Estrada Jundiá, na localidade de Rocha Leão, no município de Rio das Ostras, estado do Rio de Janeiro, teve seu início de atividades por volta do final de 2013, quando 25 famílias se estabeleceram no local. Ao longo dos anos, o acampamento cresceu consideravelmente, e entre 2014 e 2018, atingiu a marca de 200 famílias acampadas, totalizando em média 450 pessoas, todas associadas à Confederação Nacional dos Trabalhadores na Agricultura (CONTAG).
Durante esse período, os trabalhadores rurais do Acampamento Nelson Mandela dedicaram seus esforços à luta pela declaração de um latifúndio próximo à BR-101 como área passível de reforma agrária pela justiça. A busca pelo assentamento dessas famílias era uma demanda urgente, e o papel do Governo federal, através do Instituto Nacional de Colonização e Reforma Agrária (INCRA), era essencial nesse processo. No entanto, entre 2018 e 2019, o acampamento enfrentou um período turbulento, sendo encerrado devido a conflitos territoriais envolvendo grileiros. Essas disputas por terras colocaram em risco a estabilidade das famílias que lutavam pela reforma agrária. O Acampamento Nelson Mandela, mesmo temporariamente encerrado, deixou um legado de resistência e persistência na busca por justiça e igualdade no acesso à terra para os trabalhadores rurais associados à CONTAG.
As famílias acampadas no Acampamento Nelson Mandela vieram do Acampamento Osvaldo de Oliveira que pertencia ao MST - Movimento dos Trabalhadores Rurais Sem Terra entre os anos de 2010 a 2013, que enfrentou despejos através de ações de reintegração de posse na justiça. Localizado inicialmente na região serrana, passando pelo trevo de Macaé e chegando à ferrovia na localidade de Califórnia, no distrito de Cantagalo, Rio das Ostras/RJ. o Acampamento Osvaldo de Oliveira teve uma trajetória marcada por desafios legais, contribuindo para a compreensão da complexidade das questões fundiárias e a luta persistente por justiça social na região.
As famílias acampadas no Acampamento Osvaldo de Oliveira empreendiam esforços para obter a declaração da Fazenda Bom Jardim, situada na região serrana de Macaé, especificamente no distrito de Córrego do Ouro, como área destinada à reforma agrária. Durante o período em que o Acampamento esteve estabelecido às margens da ferrovia na localidade de Califórnia, situada no distrito de Cantagalo, Rio das Ostras/RJ, entre os anos de 2011 e 2013, a Fazenda Bom Jardim foi, enfim, declarada como tal pelo INCRA - Instituto Nacional de Colonização e Reforma Agrária, no ano de 2013. Em virtude disso, e considerando a inexistência de motivos para a manutenção do acampamento naquele local, as famílias em questão procederam à sua transferência para o novo Acampamento Nelson Mandela, situado no distrito de Rocha Leão, Rio das Ostras/RJ.
Apesar do encerramento do Acampamento Nelson Mandela em 2019, bem como da saída do movimento liderado pela FETAG/RJ do local, algumas famílias permaneceram no mesmo. No primeiro semestre de 2024, o Tribunal de Justiça Federal da Subseção de Macaé/RJ emitiu uma sentença em uma ação judicial movida pela concessionária Ferrovia Centro-Atlântica S.A. para reintegrar a posse daquelas poucas famílias que ainda residiam no local. Vale ressaltar que a área em questão, anteriormente ocupada, é de propriedade da União Federal, sendo uma faixa de domínio da ferrovia existente. Em decorrência dessa circunstância, o Acampamento Nelson Mandela foi totalmente encerrado, não havendo mais nenhuma família no local, tampouco a existência de movimentos sociais.

## Acampamento Três Marias
O Acampamento Três Marias estava localizado estrategicamente às margens da Rodovia BR-101, no quilômetro 178, especificamente nas proximidades da Mineradora Santa Luzia, também conhecida como Água Mineral, em frente à Fazenda Três Marias, na divisa do município de Macaé, próximo à localidade de Rocha Leão, no município de Rio das Ostras, estado do Rio de Janeiro. Este acampamento iniciou suas atividades na madrugada do dia 15 de janeiro de 2006, quando aproximadamente 25 famílias instalaram-se no local, dando início a um movimento que visava à reforma agrária.
Ao longo dos anos subsequentes, o Acampamento Três Marias experimentou um crescimento significativo, atingindo, entre os anos de 2008 e 2010, o marco de 50 famílias, totalizando uma média de 125 pessoas. Todas as famílias estavam associadas à Confederação Nacional dos Trabalhadores na Agricultura (CONTAG), organização de extrema importância para a representatividade e apoio aos trabalhadores rurais.
Os moradores do acampamento dedicavam-se intensamente à luta pela desapropriação de um latifúndio situado atrás do acampamento, visando sua declaração judicial como área destinada à reforma agrária. Esta era uma demanda urgente para o assentamento das famílias, cuja resolução dependia fortemente da atuação do Governo Federal, por meio do Instituto Nacional de Colonização e Reforma Agrária (INCRA).
Durante o período de ocupação, os acampados não só buscavam melhores condições de vida, mas também se sustentavam através de atividades agrícolas e de criação de animais. O acampamento contava com um rio que descia da Serra do Segredo, cujo curso d'água era vital para a sobrevivência das famílias, sendo utilizado para consumo e irrigação. Os acampados cultivavam diversas culturas, incluindo bananas, mandioca, hortaliças, legumes e verduras, demonstrando um claro empenho na agricultura de subsistência.
Além das atividades agrícolas, os acampados criavam aves, como galinhas, patos e gansos, e suínos, contribuindo para a diversificação da alimentação e para a autossuficiência do acampamento. Esse sistema agropecuário integrava-se harmoniosamente ao ambiente, promovendo a sustentabilidade e a resiliência da comunidade.
Entretanto, entre os anos de 2011 e 2012, o Acampamento Três Marias enfrentou um período de grande turbulência, resultando no seu encerramento devido à reintegração de posse ajuizada pela empresa Autopista Fluminense, detentora da faixa de domínio da BR-101. A ação foi julgada perante o Tribunal de Justiça Federal da Subseção de Macaé/RJ, culminando na desocupação forçada do local.

Este episódio destaca a complexidade e os desafios enfrentados pelos movimentos de reforma agrária no Brasil, especialmente no que concerne às questões jurídicas e às pressões exercidas por interesses econômicos e empresariais. O desfecho do Acampamento Três Marias exemplifica a necessidade de um diálogo mais eficaz entre os órgãos governamentais, os movimentos sociais e os detentores de terras, visando a uma solução justa e sustentável para as demandas agrárias no país.